# 中原ひとみ
中原 ひとみ（なかはら ひとみ、1936年〈昭和11年〉7月22日 ‐ ）は、日本の女優。本名：土家 里子。愛称は「バンビ」。東京市（現東京都台東区）出身。アズユー所属。夫は江原真二郎。長男は土家歩、長女は土家里織。

## 来歴

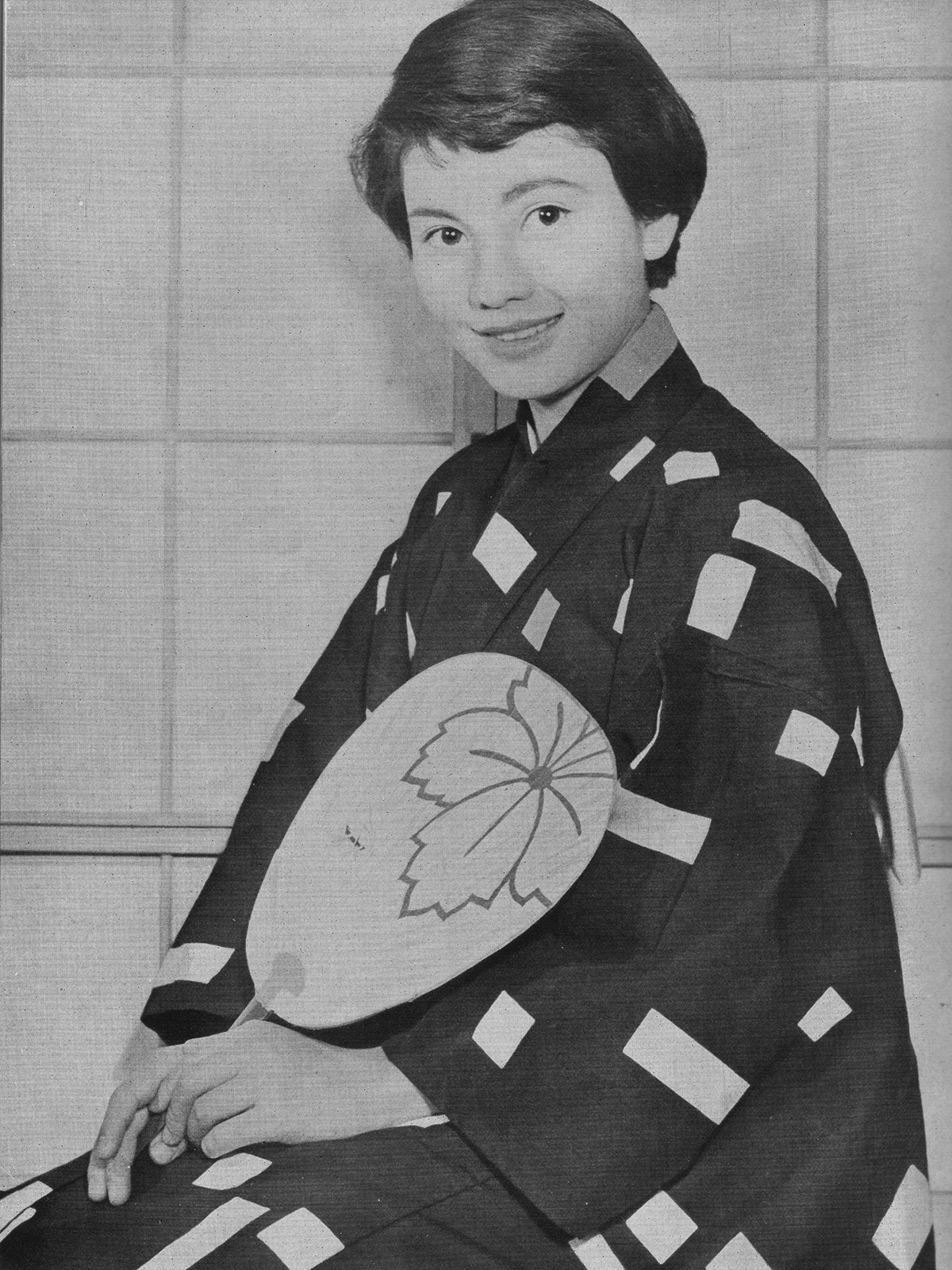
1955年

1959年

共立女子高等学校中退。東映ニューフェイス第1期生として、東映へ入社。同期には山本麟一・高田敏江・南原宏治らがいる。1954年、映画『魚河岸の石松 女海賊と戦う』でデビュー。
『純愛物語』で原爆の後遺症で短い生涯を閉じるヒロインを演じ、1957年のキネマ旬報ベストテン第2位に入った。1958年6月25日、世界三大映画祭の一つ第8回ベルリン国際映画祭に出席のためドイツのベルリンへ出発。6月27日、映画祭開幕。最終日の7月8日、出演作で出品作の『純愛物語』が銀熊賞 (監督賞)を受賞。審査委員会の長編劇映画部門の委員長はフランク・キャプラだった。その後、フランス・イタリア・スイスを経由して、7月21日、約1か月ぶりに日本に帰ってきた。当時はまだ海外渡航自由化の前で、この映画祭出席は受賞と共に貴重なヨーロッパ訪問となった。日本出発時の写真が現存する。
1960年代初めまで東映現代劇の看板女優として数々の映画に主演。
1960年、江原と結婚。
1963年以降は活動の場をテレビドラマへ移した。
1979年頃から再び映画にも出演し、演劇にも活動の場を広げる。
家族4人で出演したライオン歯磨（ホワイト&ホワイトライオン）のCMは、10年以上にわたって制作された。夫の江原とはおしどり夫婦として紹介されてきた。
1990年に長男を交通事故で亡くし、翌年に亡き息子への思いをつづった著書を出版。
趣味はガーデニング・麻雀・書道。

## 出演

### 映画
- 魚河岸の石松 女海賊と戦う（1954年、東映）
- 若者よ恋をしろ（1954年、東映）
- 潮来情話 流れ星三度笠（1954年、東映）
- 継母（1954年、東映）
- あゝ洞爺丸（1954年、東映）
- 姿三四郎・第二部（1955年、東映）
- 姉妹（1955年） ‐ 近藤俊子 役
- 十九の花嫁（1955年、東映）
- 青春航路 海の若人（1955年、東映）
- サラリーマン目白三平（1955年、東映）
- 正義の快男児 中野源治の冒険 ダイヤモンドの秘宝（1955年、東映）
- 正義の快男児 中野源治の冒険 深夜の戦慄（1955年、東映）
- 正義の快男児 中野源治の冒険 完結篇 地下砲台の恐怖（1955年、東映）
- 終電車の死美人（1955年、東映）
- 多羅尾伴内シリーズ 第八話 復讐の七仮面（1955年、東映）
- 源義経（1955年、東映）- うつぼ 役
- 暴力街（1955年、東映）
- 続・サラリーマン目白三平（1955年、東映）
- 魚河岸の石松 石松故郷へ帰る（1955年、東映）
- まぼろし怪盗団（1955年、東映）
- まぼろし怪盗団 魔王の蜜使（1955年、東映）
- 殺人現行犯（1955年、東映）
- まぼろし怪盗団 悪魔の王冠（1955年、東映）
- 不良少年の母（1955年、東映）
- くちづけ（1955年、東宝） ‐ 金井妙子 役
- 黒田騒動（1956年） ‐ 萩野 役
- 雪崩（1956年、東映）
- 三つ首塔（1956年） - 宮本音弥 役
- 続源義経（1956年、東映）- うつぼ 役
- 恐怖の空中殺人（1956年、東映）
- 大学の石松シリーズ（1956年） ‐ 加宮由紀 役
  - 大学の石松 ぐれん隊征伐（1956年）
  - 大学の石松 太陽族に挑戦す（1956年）
- 剣豪二刀流（1956年、東映）
- 母子像（1956年、東映）
- 無法街（1956年、東映）
- こぶしの花の咲くころ（1956年、松竹）
- 少年探偵団 第一部 妖怪博士（1956年、東映）
- 少年探偵団 第二部 二十面相の悪魔（1956年、東映）
- 米 (映画)（1957年、東映、※DVD発売） - 田村よしの 役 ※キネマ旬報ベストテン第1位
- 喧嘩社員（1957年、東映）
- 無敵社員（1957年、東映）
- 鳳城の花嫁（1957年） ‐ おみつ 役
- 第十三号棧橋（1957年、東映）
- 不良女学生（1957年、東映）
- 大学の石松 女群突破（1957年、東映）
- 抜打ち浪人（1957年、東映）
- 花吹雪鉄火纏（1957年、東映）
- 純愛物語（1957年） - 宮内ミツ子 役※キネマ旬報ベストテン第2位
- ジェット機出動 第一〇一航空基地（1957年、東映）
- 江戸の名物男 一心太助（1958年、東映）
- 今は名もない男だが（1958年、東映）
- 少年探偵団 透明怪人（1958年、東映）
- 美しき姉妹の物語 悶える早春（1958年、東映）
- 少年探偵団 首なし男（1958年、東映）
- 鶯城の花嫁（1958年）
- おしどり駕篭（1958年、東映、※DVD発売）
- 希望の乙女（1958年、東映、※DVD発売）
- 一丁目一番地（1958年、東映）
- 剣は知っていた 紅顔無双流（1958年、東映）
- 一丁目一番地 第二部（1958年、東映）
- 季節風の彼方に（1958年、東映）
- 奴の拳銃は地獄だぜ（1958年、東映）
- 清水港の名物男 遠州森の石松（1958年、東映、※DVD発売）
- 裸の太陽[2] （1958年、東映、※DVD発売） - 前田きみ子 役キネマ旬報ベストテン第5位
- 一心太助 天下の一大事（1958年、東映）
- 森と湖のまつり（1958年） - 山城茂子 役
- 殿さま弥次喜多 捕物道中（1959年） ‐ お君 役
- 旋風家族（1959年、東映）
- 母と娘の瞳（1959年、東映）
- 地獄の底までつき合うぜ（1959年、東映）
- 素晴らしき娘たち（1959年、東映）
- 父と娘（1959年、東映）
- 静かなる兇弾（1959年、東映）
- 高度7000米 恐怖の四時間（1959年、東映、※DVD発売）
- リスとアメリカ人 廃墟の銃声（1959年、東映）
- 一心太助 男の中の男一匹（1959年、東映）
- 二発目は地獄行きだぜ（1960年、東映）
- 続・べらんめぇ藝者（1960年、東映）
- 白い崖（1960年、東映）
- 多羅尾伴内 七つの顔の男だぜ（1960年、東映）
- 消えた密航船（1960年、東映）
- 東から来た流れ者（1960年、東映）
- 続々・べらんめぇ藝者（1960年、東映）
- 白い粉の恐怖（1960年、東映）
- 大いなる驀進（1960年、東映、※DVD発売）
- 億万長者（1960年、東映）
- ファンキーハットの快男児シリーズ（1961年）
  - ファンキーハットの快男児（ニュー東映、※DVD発売）
  - ファンキーハットの快男児 二千万円の腕（東映、※DVD発売）
- べらんめえ藝者罷り通る（1961年、東映）
- 赤い影の男（1961年、東映）
- ひばり民謡の旅シリーズ べらんめぇ藝者佐渡へ行く（1961年、東映）
- 赤い影の男 高速三号線を張れ（1961年、東映）
- 魚河岸の女石松（1961年、東映）
- 白昼の無頼漢（1961年、東映、※DVD発売）
- 無鉄砲社員（1961年、東映）
- 瞼の母（1962年、東映、※DVD発売）
- 二・二六事件 脱出（1962年、東映）
- がんこ親父と江戸っ子社員（1962年、東映）
- 新婚シリーズ 月給日は嫌い（1962年、東映）
- 新婚シリーズ 最初が肝心（1962年、東映）
- あの空の果てに星はまたたく（1962年、東映）
- サラリーマン一心太助（1962年、東映）
- 誇り高き挑戦（1962年、東映、※DVD発売）
- みんなわが子（1963年、ATG、※DVD発売）
- 次郎長社長と石松社員 安来ぶし道中（1963年、東映）
- 特別機動捜査隊（1963年、東映）
- 民謡の旅 秋田おばこ（1963年、東映）
- 警視庁物語 全国縦断捜査（1963年、東映）
- わが青春のイレブン（1979年、東映）
- ちゃんばらグラフィティー 斬る!（1981年、東映）
- 子どものころ戦争があった（1981年、松竹）
- 胸さわぎの放課後（1982年、東映） ‐ 沢田はるえ 役
- ひめゆりの塔（1982年） ‐ カメ 役
- この子の七つのお祝いに（1982年） ‐ 結城昌代 役
- 泰造（1985年、k&s）
- 光る女（1987年、東宝、※DVD発売） - ※キネマ旬報ベストテン第9位
- 丹波哲郎の大霊界2 死んだらおどろいた!!（1990年、松竹、※DVD発売）
- シャイなあんちくしょう（1991年） ‐ 白川京子 役
- 蕨野行 わらびのこう（2003年、シネマ・ワーク、※DVD発売） - ※キネマ旬報ベストテン第8位
- ほたるの星（2004年） ‐ 伊藤のおばあちゃん 役
- オリヲン座からの招待状（2007年） ‐ 豊田トヨ（現代） 役
- いわさきちひろ 〜27歳の旅立ち〜（2012年）
- 紙の月（2014年） - 名護たまえ 役

### テレビドラマ

#### NHK
- 何処へ（1973年）
- 松本清張シリーズ・中央流沙 （1975年） - 山田事務官の妻
- わたしは海 （1978年 - 1979年、大阪放送局） - 飯田清子先生 役
- 事件 （1980年） - 宮沢時子 役
- 立花登・青春手控え （1982年） - 小牧松江 役
- 君の名は （1991年 - 1992年） - 加瀬田岸枝 役
- 琉球の風 （1993年） - 真加那 役
- 慶次郎縁側日記 （2002年） - おさよ 役
- またも辞めたか亭主殿〜幕末の名奉行・小栗上野介〜 （2003年） - 小栗国子 役
- ジャッジ 〜島の裁判官奮闘記〜 （2007年） - 本田磯子 役
- 珈琲屋の人々（2014年） - 秋元悦子 役
- だから荒野（2015年） - 加藤桂子 役

#### 日本テレビ
- 可愛い恋人 現代のメルヘン （1962年、読売テレビ） - ※映像が現存する
- 判決（1962年 - 1966年、NETテレビ） - 被告人看護婦役でゲスト出演
- たんぽぽ（1973年 - 1974年） - 大森紀代 役
- 伝七捕物帳 第94話 「男ごころに十手が光る」（1975年、NTV）- たえ
- 祭ばやしが聞こえる （1977年 - 1978年） - 高橋和子 役
- 新五捕物帳 （1975年） - たえ 役
- 愛のA・B・C・D（1980年 ‐ 1981年） - 滝村浅子 役
- 花らんまん （1988年、読売テレビ）
- 外科医有森冴子 （1992年）
- 火曜サスペンス劇場
  - 「女検事・霞夕子」（1993年） - 尾形みず江 役
  - 「京都金沢殺人事件シリーズ7」（2004年） - 照井月代 役

#### TBS
- ただいま11人 （1964年 - 1967年） - 次女・早乙女和子 役
- 時間ですよ （1965年）
- もがり笛（1967年 - 1968年） - 大塚園子 役
- 女と刀（1967年） ‐ 伊原フキ 役/ナレーション
- 肝っ玉かあさん（1968年 - 1971年） - 佐々木葉麻 役
- 女と味噌汁 （1970年・1973年・1975年） - 内倉里子 役/小林（太巻）咲子 役
- あゝ野麦峠（1980年） ‐ さわ 役
- 復讐するは我にあり （1984年）
- 勇気をだして（1998年） - 小田切佐和 役
- ザ・ドクター（1999年） - 篠原美喜 役
- 週末婚 （1999年） - 大森千恵 役
- 君のままで （2000年、毎日放送） - 鈴木晴代 役
- ママは女医さん （2004年） - 皆川須美代 役
- 渡る世間は鬼ばかり （2005年 - 2011年） - 竜村初子 役
- オーバー30 （2009年、中部日本放送） - 白鳥桃代 役
- 浪花少年探偵団（2012年） - 松岡稲子 役
- 月曜ゴールデン
  - おばさん会長・紫の犯罪清掃日記 ゴミは殺しを知っているシリーズ7 （2007年） - 藤倉八重子 役
  - 遺品整理人・谷崎藍子〜死者が遺したメッセージ〜1（2010年、毎日放送） - 相沢りつ（現代） 役

#### フジテレビ
- 大奥 （1983年 - 1984年、関西テレビ） - 菊尾 役
- 真夜中の匂い （1984年） - 萱野篤子 役
- しのぶ （1985年、東海テレビ）
- 木曜ドラマストリート「明日を殺さないで」（1985年10月31日、フジテレビ）
- 現代推理サスペンス「トワイライトはいつも雨降り」 （1990年、関西テレビ）
- さよならをもう一度 （1992年）
- おいしい関係 （1996年） - 今村よし恵 役
- やがて来る日のために （2005年） - 野口信子 役
- 金曜プレステージ 名司会者・寿鶴子 殺人スピーチ3（2007年） - 徳丸妙子 役

#### テレビ朝日
- 達磨大助事件帳 第26話「夕陽の渡り鳥」（1978年） - お澄
- 土曜ワイド劇場
  - 処刑教師（1984年9月29日） - 谷岡恭子 役
  - 混浴露天風呂連続殺人3（1984年） - 佐山由紀 役
  - 京都殺人案内12（1986年） - 瀬川絹代 役
  - 救急救命士・牧田さおり2（2003年） - 蔵原八重 役
  - 保険調査員ハナコ・時価一億円の女（2006年） - 阿久津里子 役
- 外科医柊又三郎 （1995年） - 坂田妙 役
- 京都地検の女 （2007年） - 糀谷さよ子 役

#### テレビ東京
- 女と愛とミステリー
  - 犬笛（2002年） - 松島利子 役
  - 事件記者 浦上伸介3（2005年） - 桑名音 役
- 水曜ミステリー9
  - 農家の嫁は弁護士!神谷純子のふるさと事件簿4（2009年） - 佐山チヅ 役

### 演劇
- リア王
- ホロー荘の殺人
- たそがれ色の微笑
- 音楽劇・ブッダ
- Cook-a-Doodle-Doo 〜田所家の人々〜
- 1945年8月6日
- ベランダいっぱいの星

### CM
- ライオン 「ホワイト&ホワイトライオン」（一家4人で出演）
- 三菱電機　三菱オーブンレンジ世界初のオーブンレンジ(RO-1500から)1977年 - 1980年代前半モデル迄、出演
- 愛眼
- 日本ロングライフ
- ソーイングハウス
- スプライト
- ショウワノート「ジャポニカ学習帳」[3]

## 主な受賞
2000年
- 第10回日本映画批評家大賞 - ゴールデン・グローリー賞[4]

2003年
- 第13回日本映画批評家大賞 助演女優賞（『わらびのこう 蕨野行』）

## 著書
- 歩…これからはいつも一緒よ―急逝した愛児に捧げる母の手記（1991年、近代映画社） ISBN 978-4-7648-1666-4
- 髪は洗い方で生き返る―脱毛も白髪も、髪のトラブルはこれで解消!（1994年、ベストセラーズ） ISBN　978-4-5840-0925-3

## 関連書籍
- 『映画監督　深作欣二の軌跡』 （キネマ旬報社）
- 『多羅尾伴内　七つの顔の男』 （関貞三著、林家木久扇編、ワイズ出版）
- 『江戸川乱歩と少年探偵団』 （堀江あき子編。河出書房新社）
- 『「20世紀を輝いた美女たち」スター青春グラフィティ 池谷朗[昔]写真館』 ISBN 4-87709-374-5
- 『一心錦之助 - オマージュ 中村錦之助・萬屋錦之介』 （錦之助映画ファンの会・編、エコール・セザム、2009年）